# Bjarne Nerem

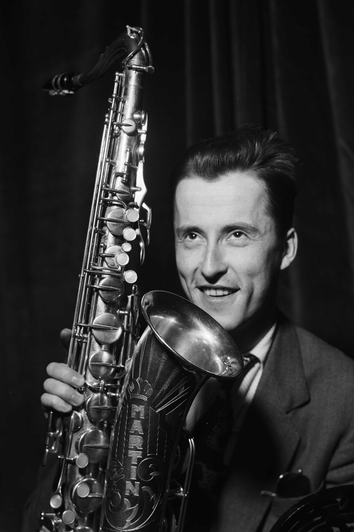
Bjarne Nerem, 1949

Bjarne Arnulf Nerem (* 31. Juli 1923 in Oslo; † 1. April 1991) war ein norwegischer Jazz-Tenorsaxophonist und Klarinettist.

## Leben und Wirken
Nerem spielt 1947 bis 1949 bei verschiedenen Bands in Norwegen, 1949 auf Ozean-Dampfern sowie ab 1953 hauptsächlich in Schweden. Dort 
spielte er bereits 1948 Bebop mit der Band von Nisse Skoog. Er arbeitete mit Ernie Englund 1954, Lars Gullin 1955/56, Ove Lind 1958, Åke Persson und Andres Burman 1959. In dieser Zeit war er auch an Aufnahmen mit in Schweden weilenden US-amerikanischen Musikern wie Stan Getz, Roy Haynes, Joe Harris und Benny Bailey beteiligt.
1962 spielte er im Orchester von Bengt-Arne Wallin (The Birth of Swedish Folk Jazz),
Jan Johansson, und 1980 mit Nils Lindberg. 1988 nahm er mit Al Grey in Norwegen das Album Al Meets Bjarne auf. Eine der wenigen Plattenaufnahmen unter eigenem Namen fand 1976/77 mit Egil Kapstad und Jan Erik Kongshaug statt (Everything Happens to Me).

## Diskographische Hinweise
- How Long Has this Been Going On (Gemini, 1948–1981)